# Ted Neeley
Teddie Joe Neeley (né le 20 septembre 1943) à Ranger au Texas, est un chanteur américain, également acteur, musicien, compositeur et producteur de disques. 
Il est connu pour avoir incarné le rôle-titre dans le film musical Jesus Christ Superstar (1973) de Norman Jewison, rôle pour lequel il a été nommé pour deux Golden Globes et qu'il a repris à plusieurs reprises. 

## Biographie

### Jeunesse et carrière
Ted est né à Ranger au Texas, États-Unis. Il a signé son premier contrat d'enregistrement en 1965, à 22 ans, avec Capitol Records. Lui et son groupe, The Teddy Neeley Five, ont enregistré un album intitulé Teddy Neeley. Ils ont joué sur le circuit des clubs pendant des années et leur nom (sur un chapiteau) est apparu dans l'épisode pilote de Dragnet en 1967.
En 1968, Neeley a joué dans les productions de Los Angeles des comédies musicales rock de Larry Norman, Alison et Birthday for Shakespeare, avec Norman, Richard Hatch et Kay Cole. Puis, en 1969, il a joué le rôle principal de Claude dans les productions de Hair à New York et à Los Angeles. Il est également apparu dans l'épisode controversé et non diffusé de The Smothers Brothers Comedy Hour qui a incité CBS à annuler la série. .

## Jesus Christ Superstar
Le travail de Neeley avec Tom O'Horgan, le réalisateur de Hair, l'a amené à être appelé quand O'Horgan a été embauché pour mettre en scène Jesus Christ Superstar pour Broadway.
Neeley a initialement auditionné pour le rôle de Judas, y voyant une excellente occasion de jouer un personnage que peu comprennent. Cependant, lorsque Ben Vereen a été choisi pour le rôle, Ted a signé comme choriste et est également devenu le Christ. Cette opportunité particulière l'a amené à assumer le rôle-titre dans la version scénique de Los Angeles (qui a été joué au Universal Amphitheatre) après avoir reçu une ovation debout lors d'une représentation plus tôt dans la tournée. Un ami proche de Ted, Carl Anderson, était également en tournée en tant que doublure de Judas.
Après avoir également interprété le rôle-titre dans Tommy à Los Angeles, Ted a été amené à reprendre le rôle-titre dans la version cinématographique de Jesus Christ Superstar, réalisé par Norman Jewison, aux côtés de Carl Anderson dans le rôle de Judas et  Yvonne Elliman dans celui de Marie Madeleine. En 1974, il a reçu des nominations pour sa performance dans le film aux 31ième  Golden Globe Awards pour le "Meilleur acteur dans un film musical ou comédie" et "Nouvelle star de l'année".

### Après Jesus Christ Superstar: musique, télévision et théâtre
En 1974, fraîchement sorti du succès de Superstar, Ted a sorti un album solo, 1974 A.D. (1974), et a joué le rôle de Billy Shears dans Sgt . Pepper's Lonely Hearts Club Band sur la route à New York. À partir de ce moment, il était une star musicale invité fréquemment dans des émissions de variétés à la télévision tels que The Tonight Show with Johnny Carson, The Smothers Brothers Comedy Hour  en tant que chanteur soliste dans The Teddy Neeley Five, Sonny and Cher et A Touch of Gold et en tant qu'acteur invité dans des films tels que The Shadow of Chikara (1977) et Hard Country (1981), des drames de réseau dans les années 1970 et 1980, tels que ' 'Starsky and Hutch, et des films NBC dont Of Mice and Men (comme Curly), McLaren's Riders' ' et Homme de l'Atlantide.
Le spectre de la « superstar » a continué de planer sur la carrière de Ted. À la fin des années 1970, il a repris sa performance dans le rôle-titre de Jesus pour deux productions régionales en Californie, toutes deux sous les auspices de l'organisation California Youth Theatre. Le premier l'a réuni avec ses costars de Broadway et de cinéma Carl Anderson et Yvonne Elliman, et le second l'a de nouveau proclamé.
Parmi ses autres crédits, Ted a composé la musique et est apparu dans le film du réalisateur Robert Altman A Perfect Couple (1979) et a interprété la musique du long métrage TriStar  Blame It on the Night, Highway to Heaven de NBC-TV et The Big Blue Marble pour le réseau de télévision pour enfants. Il a également écrit de la musique et joué dans  Cowboy Jack Street , au Mark Taper Forum à Los Angeles.
En même temps, il a prêté ses talents de chanteur, auteur-compositeur, arrangeur vocal et producteur à des albums et à des apparitions d'artistes tels que Nigel Olsson, Tina Turner, Richard Pryor, Robin Williams, Disco Tex et les Sex-O-Lettes, Ray Charles, Richie Havens, The Kinks, Ben Vereen, Bo Diddley, Keith Carradine et Meat Loaf. Il a travaillé avec l'auteur-compositeur Michael Rapp, qui a écrit des albums conceptuels à succès tels que Ulysses: The Greek Suite, The Ring et The Enchanter exclusivement pour mettre en valeur les talents vocaux de Neeley. À la fin des années 70, il est revenu à la performance live, maintenant avec son groupe Pacific Coast Highway.

## Retour à la scène
Vingt ans après avoir joué le rôle pour la première fois, Ted a remporté un succès renouvelé dans le rôle principal de Jésus dans la compagnie de tournée des années 1990 de Jesus Christ Superstar (qui a encore une fois partagé la vedette avec Carl Anderson dans le rôle de Judas, et aussi à l'ancienne épouse de Stevie Wonder Syreeta et Irene Cara de Fame dans le rôle de Marie Madeleine, et Dennis DeYoung de Styx comme Ponce Pilate). Cette version modernisée de la production originale comprenait une scène de temple diurne et une croix de crucifixion en verre qui s'élevait au-dessus de la scène et était éclairée de l'intérieur. Initialement prévu comme une tournée de trois mois pour célébrer le 20e anniversaire du film, le "A.D. Tour" est devenu le plus long renouveau de l'histoire du théâtre nord-américain. De 1992 à 1997, la tournée extrêmement réussie a sillonné le pays à plusieurs reprises, permettant à Ted Neeley de reprendre son rôle plus de 1,700 fois.
En 1999, il a retrouvé Michael Rapp pour un nouveau projet, une comédie musicale rock intitulée Rasputin, une histoire sur la chute de la dynastie Romanov vue à travers les yeux d'Alexei, héritier du trône et ami du "moine fou" (rôle joué par Neeley). En plus de jouer le rôle-titre, il a réalisé une production vitrine d'une nuit (en 1999) et un album concept (sorti en 2002) de l'émission. Il a poursuivi en 2000 en interprétant le rôle de Willie Moore dans la première mondiale de Murder in the First, présenté par la Rubicon Theatre Company de Californie, avec qui il  entretient une étroite association. Cette même année, il a été consultant sonore pour leur production de la revue Harry Chapin Lies and Legends. En 2004, Neeley a de nouveau travaillé avec RTC, apparaissant dans le rôle de Lucky dans la production de Waiting for Godot de la Rubicon Theatre Company, qui était la pièce maîtresse de leur BeckettFest.
En août 2006, une fois de plus sous les auspices du groupe California Youth Theatre (maintenant renommé YouTHeatre–America ou YTA), Neeley a été invité à interpréter le rôle-titre dans Jesus Christ Superstar en concert pour un avantage d'une nuit seulement au Ricardo Montalbán Theatre à Hollywood, en Californie. Produite et réalisée par Gary Goddard, cette production l'a réuni avec plusieurs de ses anciennes costars de la distribution originale de Broadway et du film de 1973 (Ben Vereen, Yvonne Elliman, Barry Dennen ) et l'a également jumelé avec des célébrités actuelles (Jack Black comme Hérode et Clint Holmes comme Simon). Ethan Wilcox, membre de la distribution nationale en tournée, faisait également partie de la production.
Immédiatement après le Superstar Benefit à Hollywood, Neeley a commencé à être la tête d'affiche d'une autre production de Jesus Christ Superstar. Il a été initialement présenté par certains comme sa tournée nationale "d'adieu", mais Ted a désavoué la demande et la tournée a été reconnue sous l'appellation "A.D. Tour". La nouvelle production était une version dépouillée avec une mise en scène et un ensemble limités à quelques contremarches. La tournée était censée durer jusqu'en 2007, mais le public et la réception critique du spectacle ont été si bons qu'il a été prolongé jusqu'en 2010. Carl Anderson, qui devait à l'origine reprendre son rôle de Judas, est malheureusement décédé en 2004 d'une leucémie. Corey Glover, chanteur soliste du groupe rock Living Colour, a joué le rôle de Judas au début de la tournée. Glover a quitté la série pour rejoindre Living Color en juin 2008, et l'acteur James Delisco a repris le rôle de Judas, avec plusieurs nouveaux membres de la distribution pour la troisième étape (2009) de la tournée. Lors de la quatrième et dernière manche (2009-2010), Judas a été joué par John Twiford. Plusieurs autres membres de la distribution sont revenus pour la quatrième étape, notamment Darrel R. Whitney (Caiaphas), Matthew G. Myers (Simon / Judas Understudy), Rasmiyyah Feliciano (Soul Sister / Mary Understudy), Ethan Wilcox (Apostle / Guard) et Adam Scott Campbell. (Pierre). La tournée s'est terminée à Boston, Massachusetts, le 9 mai 2010.

## Projets en cours: film, scène et musique
En 2012, après des tournées scéniques réussies, des films pour le cinéma et la télévision, Ted Neeley a poursuivi son rêve d'enfance de chanter dans un groupe rock. Il a pris la route avec "The Little Big Band" et le premier arrêt a été un concert-bénéfice pour le programme des arts de la scène au lycée de Virginie où Carl Anderson a commencé sa carrière. Lui et son groupe ont joué des sélections de Hair, Jesus Christ Superstar, Tommy et Sgt. Pepper, ainsi que des chansons originales. Ted a également raconté des histoires sur sa carrière musicale, scénique et cinématographique, y compris comment il a obtenu le rôle de Jésus de Nazareth.
Ted est apparu dans un caméo dans le film primé aux Oscars 2012 de Quentin Tarantino  Django Unchained. a été inclus dans la bande originale du film.
En 2013, il est retourné en studio pour enregistrer son album Workin' For The Words, fusionnant les sons des plaines du sud-ouest américain avec les influences éclectiques d'un monde plus vaste. Puis plus tard en 2013, vint la nouvelle production remastérisée numériquement de son album vinyle original  1974 A.D. , distribué sous forme de CD intitulé  Ted Neeley 1974 A.D. / 2013 A.D. 
Plus tard en 2013, pour célébrer le 40e anniversaire du film  Jesus Christ Superstar, Ted a fait une tournée aux États-Unis pour projeter la nouvelle copie DCP remasterisée numériquement du film. Les événements de projection comprenaient une séance de questions-réponses avec le public avant la projection et une rencontre post-film avec des apparitions de tous les principaux acteurs, dont Barry Dennen (Ponce Pilate), Yvonne Elliman (Mary Madeleine), Kurt Yaghjian (Annas), Bob Bingham (Caiaphas), Larry Marshall (Simon), Josh Mostel (Hérode) et le chorégraphe Rob Iscove, dans certaines villes. Carl Anderson a été célébré à chacun des événements.
Le disque EP "Rock Opera" de Ted Neeley est sorti en avril 2014. "Rock Opera" comprend des chansons de Jesus Christ Superstar et Tommy, ainsi que des collaborations vocales avec des amis et des co-stars de Superstar, y compris Yvonne Elliman dans leur duo "Up Where We Belong", et avec le regretté Carl Anderson, en vedette dans la nouvelle version de "God's Gift To The World". Le EP comprend également une performance live de " Gethsemane ". Produit par Frank Munoz, "Rock Opera" était disponible sur iTunes et sur son site web.
Au printemps 2014, Ted a été invité à Rome pour jouer le rôle de Jésus dans la production Peep Arrow de Jesus Christ Superstar, réalisé par Massimo Romeo Piparo. Le spectacle a également présenté le groupe de rock italien populaire Negrita sur scène pendant les performances avec un orchestre de 12 musiciens. Le leader de Negrita, Pau, a joué Ponce Pilate, aux côtés de la chanteuse italienne Simona Molinari (Mary Madeleine), et de l'acteur et chanteur soliste du groupe italien Roke's, Shel Shapiro (Caiaphas). Le spectacle a duré quelques mois à Rome et avec une réponse positive des fans, il a continué à tourner en Italie jusqu'en mai 2015. Au cours de la tournée, Ted a retrouvé ses costars du film Yvonne Elliman et Barry Dennen pour une performance d'un soir dans l' Arena di Verona le 12 octobre 2014. Le spectacle s'est bien vendu et ils ont ajouté un deuxième spectacle ce soir-là.
À l'été 2014, Ted a joué le rôle de "The Publicist" dans le film de Darren Lynn Bousman intitulé Alleluia! Le Carnaval du Diable. Le film a eu sa première mondiale à Hollywood au théâtre égyptien le 11 août 2015 et fera une tournée aux États-Unis avec un road show à l'automne.
Après la tournée Jesus Christ Superstar en Italie, Ted devait poursuivre les projections anniversaires en personne avec une tournée de la côte californienne en septembre 2015. Il devait ensuite retourner en Italie pour la prochaine étape de la tournée Jesus Christ Superstar 2015-2016, qui devait faire une tournée en Italie et aux Pays-Bas jusqu'en février 2016. D'autres dates de la tournée ont été ajoutées en 2017 (avril - Italie - et mai - Pays-Bas).

## Vie privée
Ted a rencontré sa femme, Leeyan Granger, lors du tournage du film Jesus Christ Superstar, dans lequel elle peut être vue comme l'une des danseuses de Simon Zealotes. Ils ont deux enfants, Tessa et Zackariah. Ils résident actuellement en Californie.

## Filmographie

### comme acteur
Cinéma
- 1973 : Jesus Christ Superstar : Jesus Christ
- 1977 : The Shadow of Chikara : Amos Richmond (Teach)
- 1979 : Un couple parfait (A Perfect Couple) : Teddy
- 1981 : Hard Country : Wesley
- 1985: Riptide s3 e1  "Wipe out"
- 2012 : Django Unchained : Tracker

Télévision
- 1977 : Rolling Stone Magazine: The 10th Anniversary (TV) : Performer
- 1977 : L'Homme de l'Atlantide (TV) : Jack Muldoon (2 épisodes)
- 1981 : Of Mice and Men (TV) : Curley

### comme compositeur
- 1984 : Blame It on the Night
- 1987 : Revolution Class (en) (Summer Camp Nightmare)
- 1987 : Caught

## Discographie

### Album en groupe
- 1966 : Teddy Neeley

### Albums solos
- 1973 : 1974 A.D.
- 2018 : Rock Opera

### Collaborations
- 1973 : Jesus Christ Superstar (The Original Motion Picture Sound Track Album)
- 1978 : Ulysses: The Greek Suite (A-440 Feat. Ted Neeley & Yvonne Iversen)
- 1979 : Keepin' 'Em Off the Streets—Performing the Music from the Motion Picture A Perfect Couple
- 1981 : Dead Ringer de Meat Loaf - choriste